# Torano (fiume)
Il Torano è un fiume dell'Italia meridionale, affluente del fiume Volturno.
Origina dal Lago del Matese allo Scennerato. Segue un percorso tortuoso, con infiltrazioni, conche e cascate, con un accentuato dislivello di 800 m. Attraverso il complesso calcareo l'acqua scende fino a valle, con nuova sorgente presso il centro antico di Piedimonte Matese. Bagna il Sannio meridionale interessando gli abitati di Piedimonte Matese e di Alife, per una lunghezza di circa 11 km, prima di affluire nel Volturno in territorio alifano.
Dal punto di vista strettamente demaniale, il fiume Torano lo si considera come originato dalle omonime sorgenti poste in agro di Piedimonte Matese.
Il Torano si divide in due rami per intervento umano probabilmente già in età classica, denominati nuovo e vecchio, e tale distinzione risale certamente a prima del XIII secolo. La biforcazione avviene a valle di Piedimonte in località Chiusa a 2,2 km. dalla Sorgente; il Torano vecchio, scorre a destra per la località Vernelle, il ramo nuovo scorre a sinistra per Alife. I due rami sboccano nel Volturno a 5 km. di distanza tra di loro.
Oggi per questi rami viene utilizzata la definizione classica: ramo destro e ramo sinistro (intendendosi per destro e sinistro i lati che vede un osservatore con le spalle poste alla sorgente, ndr).
Nel Medioevo alimentava numerosi mulini, e ancora negli Statuti di Alife del 1503 emerge l'importanza del fiume nell'economia locale. 
Nella seconda metà del XVI secolo il poeta Ludovico Paterno lodava il dolce e patrio Toran che per due strade, l'argento e l'ambra nel Volturno asconde.
Fino agli '60 del XX secolo era possibile ammirare la sorgente di Piedimonte, e la cascata presso le mura romane di Alife. Attualmente, le acque sono utilizzate in massima parte per l'acquedotto campano e per scopi idroelettrici.